# Eleonora Svanberg
Eleonora Elisabeth Svanberg, född 25 april 1999, är en svensk fysiker och influerare.
Svanberg växte upp i Linköping och studerade på Katedralskolan Linköping. Sommaren mellan sitt andra och tredje år på gymnasiet deltog hon i Oxford Royale Academy, där hon läste sommarkurser i matematik och fysik. Där observerade hon en stor skillnad i antalet kvinnor respektive män som sysslade med STEM. Efter detta grundade Svanberg, tillsammans med tre andra, den ideella föreningen Girls in STEM, vars syfte är att ”främja intresset för naturvetenskap, teknik, matematik och ingenjörsskap hos unga tjejer och icke-binära i hela Sverige”.
Svanberg studerade kandidatprogrammet i fysik vid Stockholms universitet och masterprogrammet i matematik vid Universitetet i Cambridge. Under sommaren 2021, efter sitt andra år på Stockholms universitet, deltog hon i Philippa Fawcett-forskningsprogrammet på Universitetet i Cambridge. Forskningen under forskningsprogrammet resulterade senare i en publikation i MNRAS (Monthly Notices of the Royal Astronomical Society). Hösten 2024 ska hon börja doktorera i strängteori på Oxfords universitet.
År 2021 tilldelades Svanberg Kompassrosstipendiet för att hon ”med ett värdebaserat ledarskap baserat på mod, ödmjukhet och sårbarhet, är en förebild som utmanar och förändrar normer för att öppna upp och inkludera fler grupper inom naturvetenskapliga ämnen”. Hon har över 150 000 följare på sociala medier och representeras av agenturen Infly. Förutom aktivitet på sociala medier förekommer hon även som talare i naturvetenskapliga sammanhang och talar ofta om jämställdhet inom naturvetenskap.